# Filialkirche Hehenberg

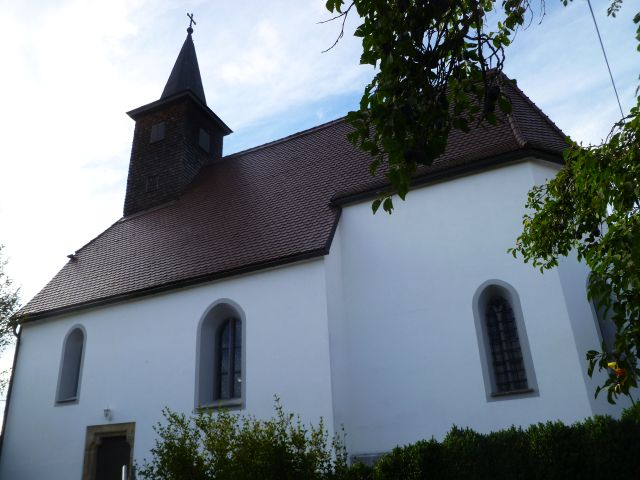
Kath. Filial- und Wallfahrtskirche Hehenberg

Die Filialkirche Hehenberg, auch Wallfahrtskirche Hehenberg, steht im Ort Hehenberg in der Gemeinde Taufkirchen an der Trattnach in Oberösterreich. Die römisch-katholische Filialkirche und Wallfahrtskirche hl. Veit der Pfarrkirche Taufkirchen an der Trattnach gehört zum Dekanat Kallham in der Diözese Linz. Die Kirche steht unter Denkmalschutz.

## Architektur
Der kleine spätgotische Kirchenbau hat ein einschiffiges zweijochiges netzrippengewölbtes Langhaus mit eingezogenen Strebepfeilern und einen eingezogenen niedrigeren einjochigen netzrippengewölbten Chor mit einem Fünfachtelschluss. Der westliche Dachreiter trägt einen Spitzhelm. Das Südportal und das Sakristeitür sind gotisch.

## Ausstattung
Der Hochaltar und die Kanzel sind aus dem Ende des 17. Jahrhunderts. Der rechte Seitenaltar trägt barocke Figuren in der Art des Johann Peter Schwanthaler der Ältere aus dem dritten Viertel des 18. Jahrhunderts. Der linke Seitenaltar trägt eine spätgotische bekleidete Gnadenstatue Maria mit Kind.